# 인터넷의 역사
인터넷의 역사는 1950년대에 컴퓨터의 개발과 더불어 시작하였다. 메인프레임 컴퓨터와 단말기 간의 점대점 통신과 더불어 개시되었고 컴퓨터 간 점대점 연결로, 그 뒤 초기 연구가 패킷 교환으로 확장되었다.
폴 바란은 1960년대 초에 메시지 블록 데이터를 기반으로 분산 네트워크를 제안했고, 아파넷, 영국 NPL의 마크 I, CYCLADES, 메리트 네트워크, 타임넷, 텔레넷과 같은 패킷 교환망은 1960년대 말과 1970년대 초에 다양한 프로토콜을 이용하여 개발되었다. 아파넷으로 말미암아 특히 인터네트워킹을 위한 프로토콜이 개발되었으며 여기서 서로 떨어진 여러 개의 망들이 여러 네트워크의 한 네트워크로 함께 결합할 수 있었다.
1981년 미국 국립과학재단(NSF)이 CSNET(컴퓨터 과학망)을 개발하면서 아파넷으로의 접속이 확장되었으며 1982년 인터넷 프로토콜 스위트 (TCP/IP)가 표준화되었고 인터넷이라 불리는, 완전히 상호 연결되는 TCP/IP 네트워크의 월드 와이드 네트워크의 개념이 등장하였다. 1986년 NSFNET이 미국의 연구 및 교육 단체의 슈퍼컴퓨터 사이트에 접속을 제공했다. 상용 인터넷 서비스 제공자(ISP)들이 1980년대 말과 1990년대에 병합을 시작하였다. 아파넷은 1990년에 직권이 해제되었다. 인터넷은 NSFNET의 직권이 해제된 1995년에 시장에 들어왔으며, 이로써 상용 트래픽을 전달하기 위한 인터넷 사용의 마지막 제한이 제거되었다.
1990년대 중순 이후로 인터넷은 문화와 상업에 막대한 영향을 미쳤다. 이는 전자메일, 인스턴트 메신저, VoIP 전화, 화상 통화뿐 아니라, 토론 포럼, 블로그, 소셜 네트워크, 온라인 쇼핑 사이트를 포함한 월드 와이드 웹을 아우른다.
원격통신 기술이 발달함에 따라 인터넷은 전 세계적인 통신망이 되었다. 이제 모든 나라의 대학·기업·개인 이용자들이 하나의 통신망 속에 있게 되었다. 인터넷을 통해 중요한 화젯거리에 대한 여론이 형성되기도 하는데, 여기에 참여하는 사람들은 지리상으로는 서로 멀리 떨어져 있지만 신속하게 정보를 공유할 수 있기 때문에 영향력을 크게 발휘할 수도 있다. 또한 인터넷에서는 색다르고 환상적인 등장인물이 나오는 컴퓨터 게임도 인기가 많다. 특히 인터넷의 여러 기능 가운데 소프트웨어 보급 기능은 날이 갈수록 중요해지고 있다. 인터넷 이용자들은 인터넷에서 제공되는 프로그램들을 전송받아 자신의 컴퓨터에서 사용할 수 있기 때문이다.
전송되는 데이터의 양이 늘어남에 따라 1Gbit/초, 10Gbit/초 등의 더 빠른 속도의 광 네트워크가 충당되었다.

## 같이 보기
- 인터넷 활동주의
- 인터넷에선 아무도 당신이 개라는 것을 모릅니다

## 참고 문헌
1. ↑  《글로벌 세계대백과사전》,  〈인터넷의 역사〉

- Abbate, Janet. Inventing the Internet, Cambridge: MIT Press, 1999.
- Bemer, Bob, "A History of Source Concepts for the Internet/Web"
- Campbell-Kelly, Martin; Aspray, William. Computer: A History of the Information Machine. New York: BasicBooks, 1996.
- Clark, D. (1988). “The Design Philosophy of the DARPA Internet Protocols” (PDF). 《SIGCOMM '88 Symposium proceedings on Communications architectures and protocols》 (ACM): 106–114. doi:10.1145/52324.52336. 2011년 10월 16일에 확인함.
- Graham, Ian S. The HTML Sourcebook: The Complete Guide to HTML. New York: John Wiley and Sons, 1995.
- Krol, Ed. Hitchhiker's Guide to the Internet, 1987.
- Krol, Ed. Whole Internet User's Guide and Catalog. O'Reilly & Associates, 1992.
- Scientific American Special Issue on Communications, Computers, and Networks, September 1991.